# Люк Смит
Люк Смит — протагонист британского научно-фантастического телесериала «Приключения Сары Джейн» — ответвления популярного телесериала «Доктор Кто», сыгранный актёром Томми Найтом.
Люк — постоянный персонаж телесериала «Приключения Сары Джейн», также он появлялся в трёх сериях телесериала «Доктор Кто»: двухсерийном эпизоде «Украденная Земля»/«Конец путешествия (Доктор Кто)»(2008 год), и в последней серии с Десятым Доктором «Конец времени»(2010 год).
Люк — человек-архетип, искусственно выращенный инопланетянами Бэйнами из тысяч образцов ДНК, которого усыновила главная героиня сериала Сара Джейн Смит (актриса Элизабет Слейден).
Он мальчик-гений, часто показывающий уровень своего интеллекта, но в то же время малоприспособленный к жизни в обществе.

## История персонажа
Люк — искусственно выращенный пришельцами мальчик. Был спасён Марией в серии «Вторжение Бэйнов». В серии «Месть Сливинов» первый раз идёт в школу. Находит там нового друга — Клайда Лэнгера.
Люк появляется во всех сериях, кроме «Вечная ловушка».

### Первое появление
«Вторжение Бэйнов»